# Королёв, Всеволод Иванович (военный деятель)
Все́волод Ива́нович Королёв (26 ноября 1922 года — 12 мая 2003 года) — советский военный деятель, генерал-майор Советской армии, кандидат технических наук, участник Великой Отечественной войны. Герой Социалистического Труда, лауреат Государственной премии СССР.

## Биография
Родился 26 ноября 1922 года в Москве.
В РККА с 1940 года. В Великой Отечественной войне с 1941 года, воевал на Западном и Калининском фронтах. Командовал артиллерийским взводом, затембатареей.
После войны как отличный артиллерист был направлен на учёбу, в 1948 году окончил Артиллерийскую академию имени Ф. Э. Дзержинского с золотой медалью.
В 1955 году защитил кандидатскую диссертацию, стал кандидатом технических наук.
После окончания учёбы проходил службу в артиллерийских частях, а с 1960 года — в РВСН. Был командиром ракетной бригады на Дальнем Востоке, затем — заместителем начальника Саратовского высшего военного командно-инженерного училища ракетных войск.
В 1968 году Королёв был назначен на должность начальника Центрального артиллерийского полигона Министерства обороны СССР (известен также как Ржевский полигон). На полигоне непрерывно производились масштабные испытания стрелковых, артиллерийских и ракетных систем Вооружённый сил СССР. За время своего руководства Всеволод Иванович произвёл полное техническое перевооружение полигона, под его руководством была создана новейшая экспериментальная база, а полигон по праву считался одним из крупнейших научно-испытательных центров. Были также построены холодильная камера, камеры влажности, стенды имитации транспортировки, установлены автономные измерительно-вычислительные комплексы для получения и обработки информации по времени, близком к реальности. Впервые на полигонах страны стали широко использоваться компьютеры.
В 1972 году Королёву было присвоено воинское звание «генерал-майор».
Указом Президиума Верховного Совета СССР в 1981 году за образцовое выполнение служебных обязанностей и большие заслуги в испытаниях новейших видов вооружения генерал-майору Всеволоду Ивановичу Королёву было присвоено звание Героя Социалистического Труда.
Автор и научный руководитель серии работ по методам оценки и анализа результатов исследований и испытаний артиллерийского вооружения и боевой техники. Автор ряда нормативных документов Министерства обороны.
В 1988 году ушёл в отставку в звании генерал-майора.
Умер 12 мая 2003 года. Похоронен в Санкт-Петербурге на Большеохтинском кладбище.

## Награды
- Медаль «Серп и Молот»
- Орден Ленина
- Орден Отечественной войны I степени
- 2 Ордена Трудового Красного Знамени
- Орден Красной Звезды
- Государственная премия СССР (1987 год)
- Медаль «За боевые заслуги»
- другие награды